# Hydridae
Hydridae är en familj av nässeldjur. Enligt Catalogue of Life ingår Hydridae i ordningen Anthoathecata, klassen hydrozoer, fylumet nässeldjur och riket djur, men enligt Dyntaxa är tillhörigheten istället ordningen Hydroida, klassen hydrozoer, fylumet nässeldjur och riket djur. Enligt Catalogue of Life omfattar familjen Hydridae 32 arter. 
Kladogram enligt Catalogue of Life och Dyntaxa:
| Hydridae | \| \| Chlorohydra \| \| \| \| \| \| Hydra \| \| \| \| \| \| Pelmatohydra \| \| \| \| |
|          | \| \| Chlorohydra \| \| \| \| \| \| Hydra \| \| \| \| \| \| Pelmatohydra \| \| \| \| |
|          | Chlorohydra                                                                          |
|          |                                                                                      |
|          | Hydra                                                                                |
|          |                                                                                      |
|          | Pelmatohydra                                                                         |
|          |                                                                                      |

## Bildgalleri

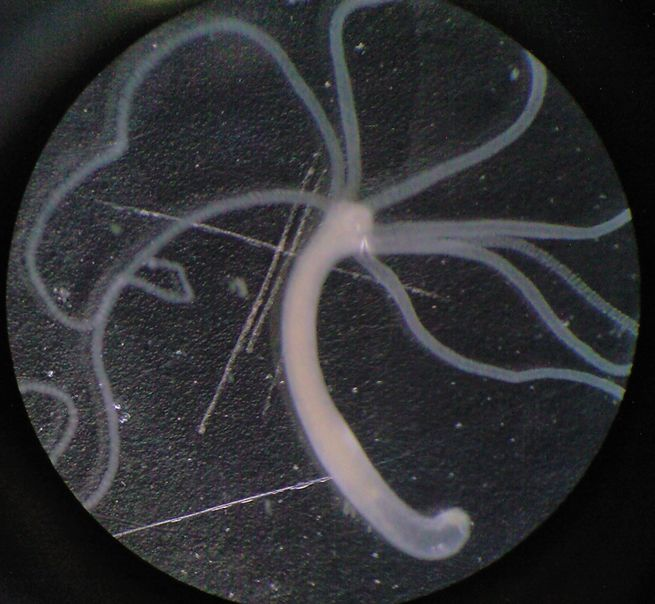
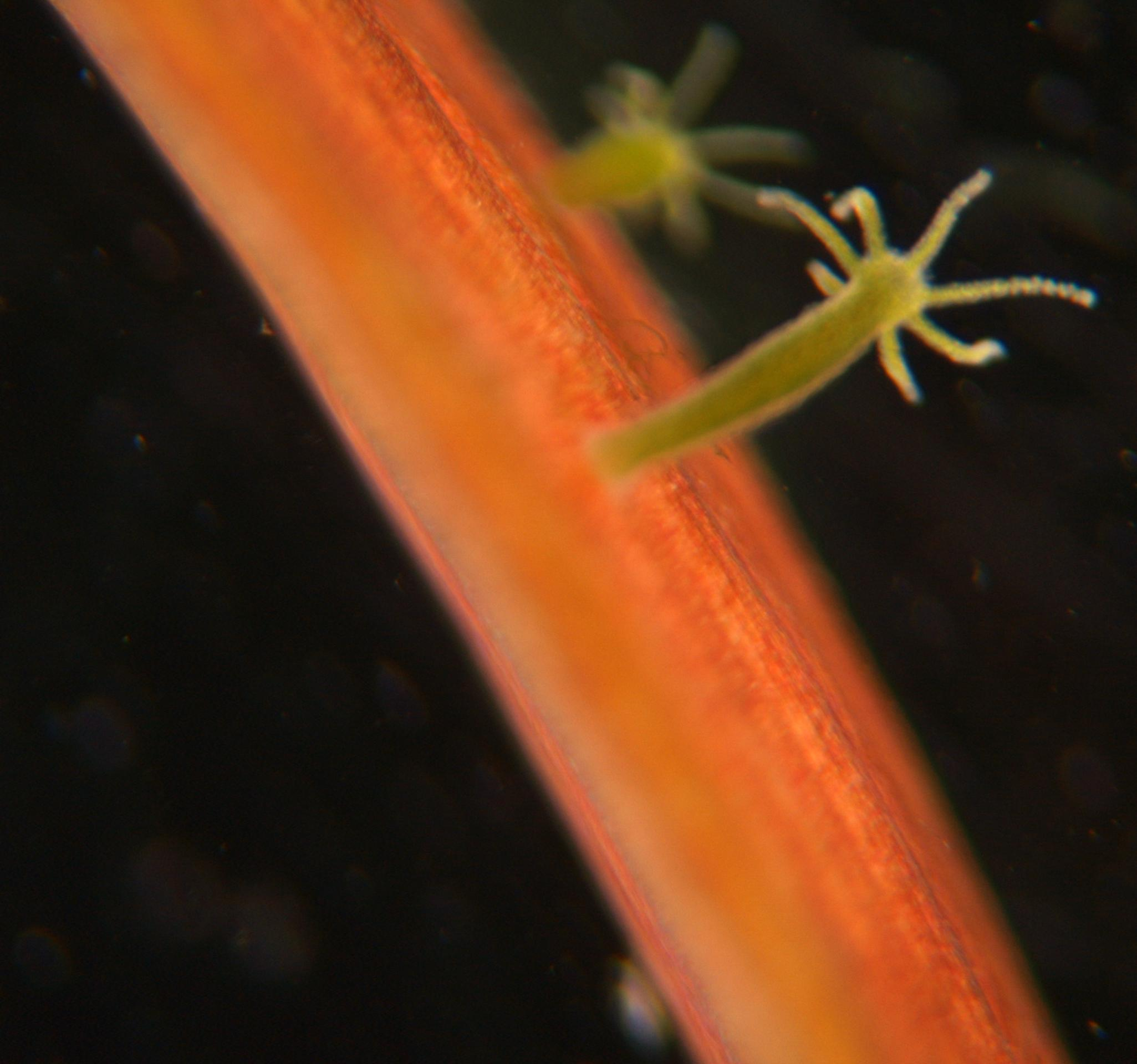
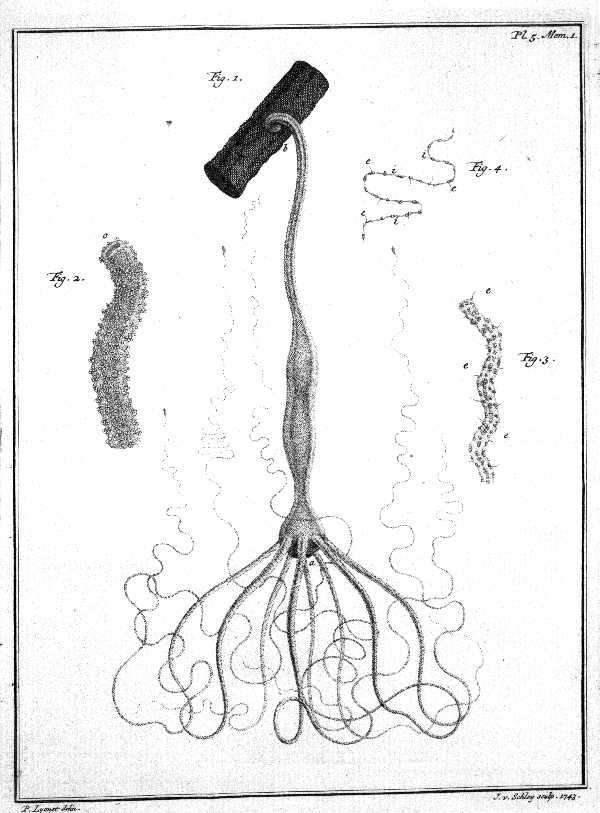
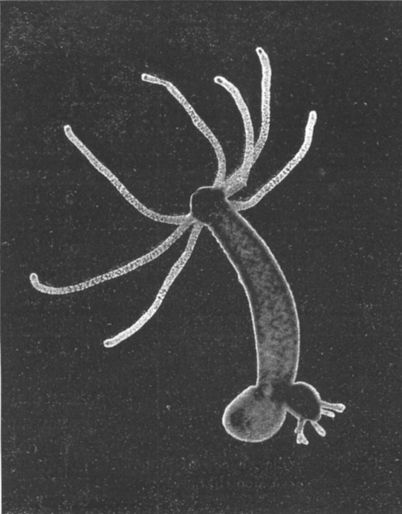
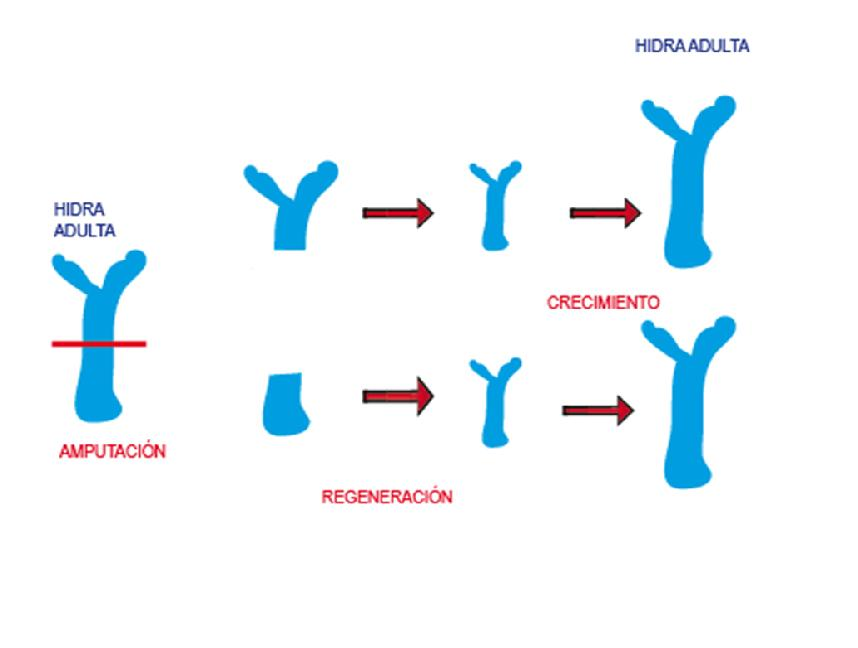
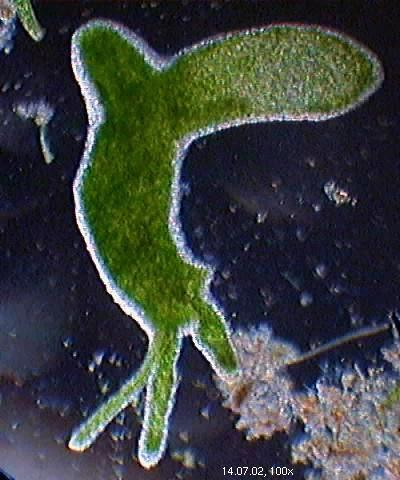